# Alfred Fitchett
Alfred Robertson Fitchett (1836-19 de abril de 1929) fue un maestro, escritor y sacerdote británico.

## Biografía
Nacido en Grantham, Lincolnshire, en 1836. Fue ordenado sacerdote en 1863 y después se estableció en Nueva Zelanda donde trabajó en Whanganui durante la guerra de las Tierras de Nueva Zelanda. Desde 1870 hasta 1876 trabajó como editor en el periódico Christian Observer. En 1882 obtuvo una maestría universitaria en letras de la Universidad de Otago y después un doctorado en Filosofía. Asimismo fue vicario de la iglesia de Todos los Santos de Dunedin durante 49 años, cargo que continuó en la iglesia de Todos los Santos. También ejerció como archidiácono de Dunedin de 1915 a 1919. En 1928 recibió la Orden de San Miguel y San Jorge. Fue colaborador del Otago Daily Time, maestro de la cátedra de estudios clásicos en el Selwyn College y autor de varios libros. Falleció en Dunedin el 19 de abril de 1929 y su cuerpo reposa en el cementerio Norte de Dunedin.